# Telochurus gonostigma
Telochurus gonostigma är en fjärilsart som beskrevs av Carl von Linné 1767. Telochurus gonostigma ingår i släktet Telochurus och familjen tofsspinnare. Inga underarter finns listade i Catalogue of Life.